# Шарант (река)
Шарант (фр. La Charente, окс. Charanta) је река у западној Француској, дуга 381,4 km. Површина слива јој је 9.855 km², а средњи проток 49 m³/s.
Река Шарант протиче кроз департмане: Горњи Вијен, Шарант, Вијен и Приморски Шарант. Улива се у Атлантски океан код Рошфора, где гради широки естуар.